# Folkert Nicolaas van Loon
Folkert Nicolaas van Loon (Harlingen, 6 december 1775 - 13 december 1840) was onderzoeker, schrijver en ontwerper van schepen. Hij was zoon van Nicolaas van Loon en Trijntje Schellingwouw. Zijn vader had een notaris- en advocatenpraktijk in Harlingen en was mede-eigenaar en exploitant van een houtzaagmolen annex houthandel.
Folkert werd wees met zeven jaar werd daarna tien jaar opgevoed door een voogd, dominee Benedictus Jongma, predikant te Peins. Als jongen werd hij in beslag genomen door zeilen en het tekenen en bouwen van scheepsmodellen. In 1793 verhuisde hij naar Leeuwarden om op de houtzagerij "op 't vliet" zijn opleiding te vervolgen, zodat hij de hem nagelaten houtzaagmolen zelfstandig kon voortzetten.
Toen na 1795 de nijverheid terugliep als gevolg van de Franse overheersing, lukte het hem secretaris te worden van de grieterij Rauwerderhem; later werd hij daar ontvanger en controleur der directe belastingen en nog later maire. Hij woonde al die tijd in Irnsum en runde daar een groothandel in boter en kaas met (na 1813) export op Engeland. Tevens werd de door zijn vader nagelaten houtzaagmolen naar Irnsum overgebracht en handelde hij in vuren- en grenenhout.
Na het herstel van het Koninkrijk der Nederlanden in 1813 werd Van Loon schout en daarna 1e assessor van de grieterij. Hij bleef ook controleur bij de administratie der belastingen en dit werd na 1822 uitgebreid met het controlegebied Dokkum. Uit de laatste functie werd hij in 1825 eervol ontslagen.
In zijn vrije tijd was hij een verwoed wedstrijdzeiler en als practicus een goede schipper en stuurman. Uit liefhebberij begon hij te speuren naar de verbanden die moesten bestaan tussen scheepsvorm, zeilvoering en zeilpunt enerzijds en de snelheid van het schip anderzijds. In 1818 maakte hij zijn onderzoeksresultaten openbaar, door ze ter beoordeling bij de Huishoudelijke Maatschappij te Haarlem in te dienen. Hij kreeg hiervoor een zilveren medaille en tien dukaten en de Maatschappij ging in 1820 over tot publicatie. Ook werd hem dat jaar een opdracht verstrekt tot bouw van een driemast kofschip volgens de door hem ontworpen principes, voor rekening van de 'Heren van Zaandam', en van een "radar stoomboot" bij de werf van Fop Smidt te Alblasserdam. 
Na 1825 zijn er veel schepen gebouwd naar zijn ontwerpen, onder andere door de beroemde Friese jacht- en boeierbouwer Eeltje Teadzes Holtrop. Zijn boeken brachten de Nederlandse burgerlijke scheepsbouw naar een wetenschappelijk niveau.